# Bosna (Imbiss)

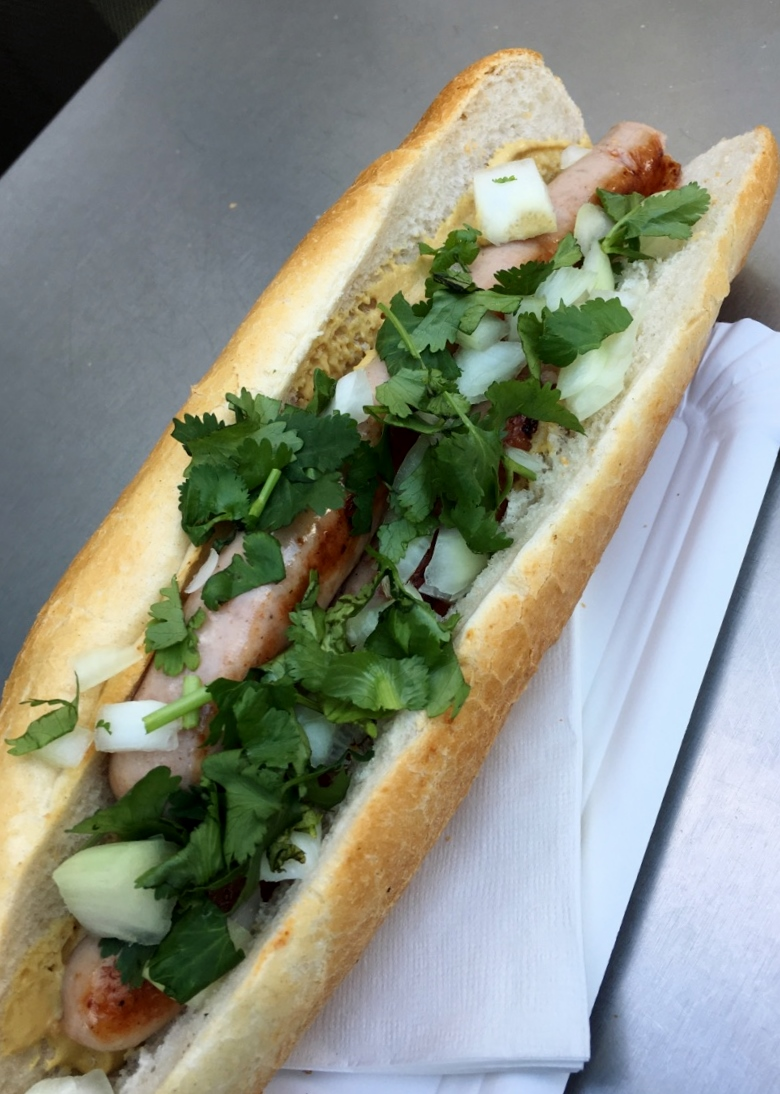
Bosna

Die Bosna (regional der Bosna, auch Bosner) ist ein in Österreich und in Deutschland im Raum Augsburg, Traunstein und Altötting verbreitetes Gericht, das aus einer gewürzten Bratwurst besteht, die in einem aufgeschnittenen Weißbrot angeboten und mit Senf oder Ketchup, Currypulver und Zwiebeln garniert wird. Sie hat Ähnlichkeit mit dem amerikanischen Hotdog, ist jedoch wesentlich würziger bis scharf.
Den Namen dieses Wurstgerichtes erklärt der österreichische Sprachwissenschaftler Heinz-Dieter Pohl, der zur Küchensprache publiziert, damit, dass man die Bezeichnung „bosnisch“ in Österreich mit stark gewürzten und eher scharfen Speisen in Verbindung bringt.

## Geschichte
Die Herkunft der Bosna ist vermutlich in Salzburg zu suchen. Dort kreierte der aus Bulgarien stammende Zanko Todoroff seine Spezialität aus einem aufgeschnittenen Weißbrotwecken, zwei Schweinsbratwürsten, klein geschnittener Zwiebel, Petersilie und einer geheim gehaltenen, offensichtlich curryhaltigen Gewürzmischung, alles zur Hälfte umwickelt mit weißem Papier. Er stellte im Jahr 1949 einen Ofen im Augustiner Bräu im Stadtteil Mülln auf und grillte darauf seine Hotdog-Variante, die bei den Salzburgern gleich so großen Anklang fand, dass er sich 1950 das Balkan Grill leisten konnte, ein eigenes kleines Geschäft in der Innenstadt in einem Durchhaus in der Getreidegasse. Nur merken konnten sich die Salzburger seine nadenitsa nicht, weshalb diese Spezialität kurzerhand Bosna genannt wurde, ein Name, unter dem sie schließlich in vielen Orten Salzburgs und Oberösterreichs bekannt wurde.
Laut dem heutigen Betreiber des originalen Balkan Grill geht die Namensfindung darauf zurück, dass ein Schildermaler das bulgarische Getränk Bosa (ob irrtümlich oder absichtlich) falsch schrieb.
Anderen Quellen zufolge wurde die Bosna in Linz erfunden und zwar 1974 von dem aus Jugoslawien eingewanderten Petar Radisaljević. Da dieser laut dem Zeitungsbericht auf seiner Reise aus Salzburg nach Linz unterwegs war, hat er sie jedoch eventuell nur „mitgebracht“.

## Hauptbestandteile
Die wichtigsten Zutaten sind Bratwürste, Weißbrot (der Länge nach aufgeschnitten), eine scharfe Sauce aus Senf, Zwiebeln und Curry. Oft wird statt Senf auch Ketchup verwendet. Beliebt ist auch die Variante mit einer Mischung aus scharfem Senf und Ketchup. Etwas Chilipulver oder Cayennepfeffer verleiht der Ketchup-Variante eine pikante Note.
Das Brot wird üblicherweise angebraten oder nachgebacken, danach werden die Bratwürste und die Sauce beigegeben. Hierauf wird das Ganze mit Currypulver nachgewürzt.

## Variationen
Die Größe der Bosna variiert an jedem Würstelstand, jedoch kann man sie grob wie folgt kategorisieren:
- Kleine Bosna: üblicherweise mit einer Bratwurst
- Große Bosna: je nach Region entweder mit zwei Bratwürsten oder einer großen Bratwurst
- Seilbosna, eine besonders würzige Art, bei der die Wurst eine braune bis schwarze Kruste aufweist

Die Bosna gibt es in mehreren Variationen:

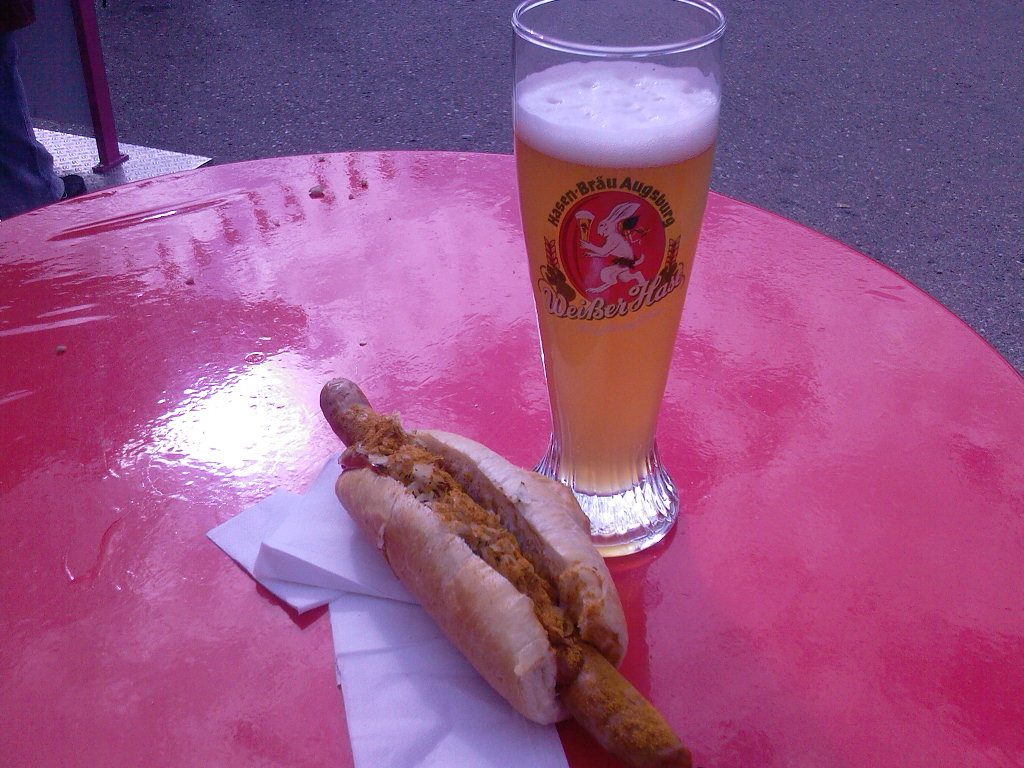
Eine typische Augsburger Bosna mit einem Bier

- Kafka (Käsekrainerbosna), bei dieser Form wird anstatt einer Bratwurst eine Käsekrainer (Wurst, die Käse im Brät enthält) verwendet
- Teufelsbosna, mit Cocktailsauce und frisch geschnittenen Chilischoten
- Knoblauchbosna, mit Knoblauchsauce
- Käsebosna, klassische Bosna mit geschmolzenem Käse
- Jaguar bzw. Super-Jaguar, eine Schweinsbratwurst in einer länglichen, vorgetoasteten Semmel, die zunächst mit marinierten Zwiebeln und einer Lage scharfer Gewürze belegt wird; auf diese folgt die Bratwurst und weitere Gewürze und schließlich die pikante Soße mit einer letzten Lage Gewürz. Je nach Würzung und Eigenschärfe der Wurst wird diese Variante der Bosna als Jaguar oder Super-Jaguar bezeichnet; sie wird vorwiegend im Raum Augsburg gegessen.
- Augsburger Bosna, ähnlich dem Jaguar, nur weniger scharf und meist mit ungetoasteter Semmel
- Krecek, Variante mit Berner Würstel anstelle der Bratwurst
- Helis, Variante mit Debrecziner (scharfe Frankfurter) anstelle der Bratwurst
- Jägerbosner mit Hirschwurst anstelle der Bratwurst